# Область периостального застоя
Область периостального застоя крови (ОПЗ) крыши черепа у плодов и новорожденных — один из признаков родовой травмы черепа. Наряду с ОПЗ известны другие родовые травматические внечерепные повреждения: родовая опухоль, субапоневротическое кровоизлияние и кефалогематома.
ОПЗ — область выраженного полнокровия надкостницы костей крыши черепа в сочетании с точечными и пятнистыми кровоизлияниями, имеющая округлую форму и четкие границы (преимущественно у доношенных детей). Цвет — темно-красный, вне ОПЗ — надкостница розового цвета. Впервые описана патологом В. В. Власюком в 1985 г. При микроскопическом исследовании в надкостнице определяется выраженное венозное полнокровие, периваскулярные кровоизлияния, под надкостницей — очаговые небольшие кровоизлияния. В отличие от родовой опухоли, не имеющей четких границ и исчезающей в течение первых трех дней после рождения, ОПЗ сохраняется 10 и более дней. В отличие от кефалогематомы, при ОПЗ нет отслойки надкостницы и под ней не образуется гематома.
ОПЗ возникает ниже пояса соприкосновения головки в родовом канале матери вследствие нарушения оттока крови (по механизму образования родовой опухоли).
По локализации ОПЗ можно судить о вставлении головки, об асинклитизме и о том, где конкретно находилась проводная точка головки. На основе измерений ОПЗ разработан способ диагностики асинклитизма в миллиметрах.
Значение исследования ОПЗ.  После рождения ОПЗ сохраняется в течение 7-10 дней. ОПЗ не мигрирует как родовая опухоль, быстро не исчезает и является маркером положения головки в родовом канале. Достоверно установлена связь между расположением ОПЗ и локализацией повреждений мозжечкового намета (разрывов и интрадуральных кровоизлияний). Изучение ОПЗ помогает диагностировать родовую травму у новорожденных и умерших детей. Изучение ОПЗ помогает контролировать течение родов и профилактировать возникновение родовой травмы. Выявленная корреляционная связь между расположением ОПЗ на черепе и расположением повреждений мозжечкового намета указывает на важную роль асинклитизма в происхождении родовой травмы.